# Edward Seymour (1er duc de Somerset)
 (mars 2015).
Si vous disposez d'ouvrages ou d'articles de référence ou si vous connaissez des sites web de qualité traitant du thème abordé ici, merci de compléter l'article en donnant les références utiles à sa vérifiabilité et en les liant à la section « Notes et références ».
Pour les articles homonymes, voir Edward Seymour.
Edward (parfois Édouard) Seymour (né vers 1506 – 22 janvier 1552), 1er comte d'Hertford (1537 – 1552) puis 1er duc de Somerset (1547 – 1552), fut lord-protecteur d’Angleterre durant la minorité de son neveu Édouard VI, depuis la mort d’Henri VIII en 1547 jusqu’à son incrimination en 1549.

## Biographie

### Frère de la reine
Edward Seymour est né vers 1506 de John Seymour (1474 – 1536) et de Margery Wentworth, femme célèbre pour sa beauté, que le peintre John Skelton a immortalisée. Marié une première fois à Catharine Fillol, Edward divorce lorsqu'il découvre qu'elle le trompe avec son propre père. Il épouse ensuite Anne Stanhope.
Edward Seymour participe à la campagne du duc de Suffolk en France en 1523, il est anobli par le duc le 1er novembre et accompagne le cardinal Wolsey en France en 1527. Nommé écuyer du corps d'Henri VIII en 1529, il gagne la confiance roi, qui visite son manoir d'Elvetham dans le Hampshire en octobre 1535.
Edward est l’aîné des frères de Jeanne Seymour, la troisième reine consort d’Henri VIII. Lorsque Jeanne épouse le roi en 1536, Edward Seymour est d’abord créé vicomte Beauchamp le 5 juin, puis le 15 octobre 1537, comte de Hertford. Il reçoit la charge de Gardien des Marches d’Écosse et conserve la faveur du roi après la mort de sa sœur en 1537. Leur frère, Thomas, sait aussi profiter de la position de sa sœur avant d’épouser la sixième épouse d’Henri VIII, Catherine Parr, peu après la mort du roi. À la mort d’Henri VIII, le neveu des frères Seymour devient roi sous le nom d’Édouard VI. Edward Seymour prend rapidement de l’ascendant sur le jeune monarque, âgé de 10 ans, gouvernant le pays en son nom, et est élevé duc de Somerset le 15 février 1547, dès le début du règne.

### Régent du royaume
Il démontre sa valeur militaires lors des expéditions militaires successives en Écosse (Édimbourg, 1544) et lors du siège de  Boulogne-sur-Mer (1546) qui conduit au traité d'Ardres. L’objectif essentiel du duc de Somerset est désormais la création d’une union, de gré ou de force, entre l’Angleterre et l’Écosse. Durant l'automne 1547, l’armée anglaise se met ainsi en marche contre les Écossais : elle remporte une victoire éclatante à la bataille de Pinkie Cleugh et occupe les Lowlands jusqu'à Dundee. Malgré ces succès prometteurs, ce projet tourne court puisque les Écossais en appellent à la France, qui dépêche un corps expéditionnaire au secours d’Édimbourg (1548), puis la jeune reine d'Écosse Marie se fiance à François, dauphin de France, renforçant du même coup l’alliance déjà ancienne entre Écossais et Français. Cette nouvelle affaiblit la position du duc de Somerset, puisque l’Angleterre n'est pas en mesure de s’opposer simultanément aux deux pays.
Il lui faut en outre faire face à une tentative de coup d’État dirigé par Thomas Seymour, son propre frère, dont il parvient à déjouer les plans. Une loi unanimement adoptée par le parlement oblige Édouard VI à signer l’ordre d’exécution de Thomas. La décapitation de son « oncle préféré », qui a lieu le 20 mars 1549, suscite dès lors une certaine hostilité du roi envers son Lord Protecteur.
Après l'échec de l'offensive contre l’Écosse, une insurrection en Cornouailles en juin 1549 (dite insurrection cornique ou rébellion du Livre de prières) est écrasée par la force. Une autre révolte paysanne, dite des frères Kett, est écrasée la même année dans un bain de sang. La déclaration de guerre de la France d'Henri II contre l’Angleterre contraint le duc de Somerset à des mesures financières impopulaires. Il tombe en défaveur et est arrêté le 11 octobre 1549. John Dudley, 1er comte de Warwick, reprend sa position, mais pas sa charge de Lord Protecteur.
Edward Seymour est ensuite libéré et retrouve sa place au conseil, mais, ayant tenté de renverser John Dudley, il est à nouveau arrêté et meurt décapité à Tower Hill pour haute trahison le 22 janvier 1552. Il est inhumé dans la chapelle royale de Saint-Pierre-aux-Liens, dans la Tour de Londres. Ses biens, notamment Somerset House et les châteaux de Sleaford et de Berry Pomeroy, sont confisqués par la Couronne.

## Enfants
- Edward Seymour (1537-1539) ;
- Edward Seymour (22 mai 1539 - 1621), qui épouse en novembre 1560, lady Catherine Grey, de qui il a deux fils ; puis en 1582, Frances Howard ; et en 1601, Frances Prannell ;
- Anne Seymour (1540-1588), qui épouse tout d'abord John Dudley, 2e comte de Warwick ; puis sir Edward Unton, parlementaire, de qui elle a une descendance ;
- Lady Jane Seymour (1541-1561) ;
- Mary Seymour (née en 1552) ;
- Elizabeth Seymour (1552 - 3 juin 1602), qui épouse Sir Richard Knightley ;
- Lord Henry Seymour (né en 1552).

## Dans la culture populaire

### Littérature
- Edward Seymour est l'un des personnages de Le Prince et le Pauvre, le roman de Mark Twain.

### Cinéma
- 1920 : Prinz und Bettelknabe, film autrichien réalisé par Alexander Korda, joué par Adolf Weisse
- 1936 : Marie Tudor, joué par Felix Aylmer
- 1937 : Le Prince et le Pauvre (The Prince and the Pauper), film américain réalisé par William Keighley, joué par Claude Rains
- 1977 : Le Prince et le Pauvre (Crossed Swords), film américain réalisé par Richard Fleischer
- 2000 : Le Prince et le Pauvre, joué par Jonathan Hyde
- 2003 : Deux Sœurs pour un roi, joué par Thomas Lockyer

### Télévision
- 1960 : Le Théâtre de la jeunesse : Le Prince et le Pauvre de Marcel Cravenne
- 1962 : Le Prince et le Pauvre, téléfilm de Disney diffusé dans l'émission Walt Disney's Wonderful World of Color sur NBC, réalisé par Don Chaffey, joué par Laurence Naismith
- 1970: Les six femmes d'Henri VIII, série télévisée de la BBC, joué par Daniel Moynihan
- 1976 : Le Prince et le Pauvre, mini-série de 6 épisodes réalisée en 1976 pour la BBC par Barry Letts, joué par Bernard Kay.
- 2001: Les six femmes d'Henri VIII, série télévisée, joué par Richard Felix
- 2007: Les Tudors, joué par Max Brown
- 2015: Dans l'ombre des Tudors, joué par Ed Speleers
- 2022: Becoming Elizabeth, joué par John Heffernan

### Source
- (en) Cet article est partiellement ou en totalité issu de l’article de Wikipédia en anglais intitulé « Edward Seymour, 1st Duke of Somerset » (voir la liste des auteurs).